# راؤول غوتي
راؤول غوتي (بالإسبانية: Raúl Guti)‏ هو لاعب كرة قدم إسباني في مركز الوسط، ولد في 30 ديسمبر 1996 في سرقسطة في إسبانيا. لعب مع ريال سرقسطة.

## وصلات خارجية
- راؤول غوتي على موقع قاعدة بيانات كرة القدم.إي يو (الإنجليزية)
- راؤول غوتي على موقع Soccerway.com (الإنجليزية)
- راؤول غوتي على موقع AS.com (الإسبانية)